# Geraldine Fitzgerald
Geraldine Mary Fitzgerald (Dublin, 24 november 1913 – New York, 17 juli 2005) was een Iers-Amerikaans filmactrice.

## Loopbaan
Ze deed onder meer mee aan de film Turn of the Tide van Norman Walker uit 1935. Ze speelde naast Bette Davis en Humphrey Bogart in Dark Victory (1939) van Edmund Goulding en haar rol als Isabella Linton in Wuthering Heights (1939) van William Wyler leverde haar een Oscar-nominatie op.
- Biblioteca Nacional de España: XX4676724
- Bibliothèque nationale de France: cb141775879 (data)
- Gemeinsame Normdatei: 130202851
- International Standard Name Identifier: 0000 0001 1579 8359
- Library of Congress Control Number: n87914309
- Nationale Bibliotheek van Tsjechië: xx0095294
- Nationale Bibliotheek van Israël: 987007450541805171
- Nationale Bibliotheek van Polen: a0000001802704
- SNAC: w6rz795x
- Système universitaire de documentation: 145851958
- Virtual International Authority File: 107041200
- WorldCat: E39PBJgXgyPP686YxJWKCCkxDq